# Mildred Sanderson

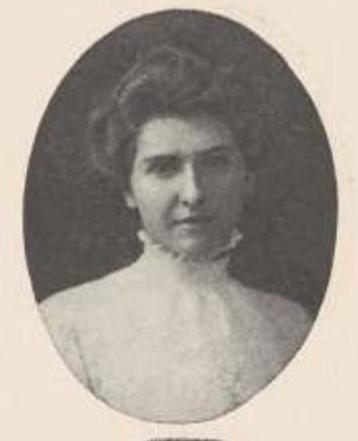
Mildred Leonora Sanderson, 1910

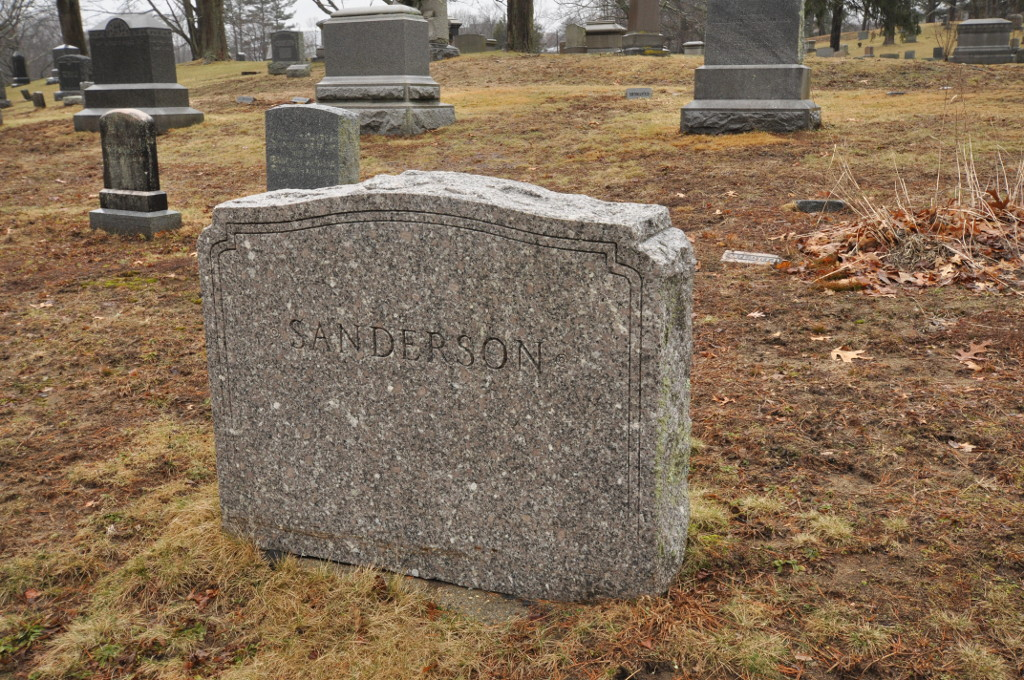
Sanderson Familiengrab auf dem Mount Feake Cemetery, Waltham, Massachusetts

Mildred Leonora Sanderson (* 12. Mai 1889 in Waltham, Massachusetts; † 15. Oktober 1914 in East Bridgewater, Massachusetts, USA) war eine US-amerikanische Mathematikerin, die vor allem für ihren mathematischen Satz über modulare Invarianten bekannt ist.

## Leben und Werk
Sanderson wurde in Waltham geboren, wo ihre Familie seit über 200 Jahren gelebt hatte. Sie besuchte als Jahrgangsbeste ihrer Klasse die Waltham High School, studierte dann am Mount Holyoke College und erhielt 1910 bei ihrem Abschluss die Senior Honours in Mathematics. Anschließend begann sie mit einem Bardwell Memorial Fellowship ein Aufbaustudium an der University of Chicago, wo sie 1911 einen Master-Abschluss erwarb. 1913 promovierte sie als erste Doktorandin bei Leonard Eugene Dickson an der University of Chicago mit der Dissertation: Formal Modular Invariants with an Application to Binary Modular Covariants.
Nach ihrer Promotion lehrte Sanderson kurzzeitig an der University of Wisconsin, bevor sie 1914 im Alter von 25 Jahren an Tuberkulose starb.
1939 wurde ihr zu Ehren am Mount Holyoke College ein Mildred L. Sanderson-Preis für herausragende Leistungen in Mathematik eingerichtet.

## Satz von Sanderson
Der Satz von Sanderson besagt: To any modular invariant {\displaystyle i} of a system of forms under any group {\displaystyle G} of linear transformations with coefficients in the field {\displaystyle {\rm {GF}}[p^{n}]}, there corresponds a formal invariant {\displaystyle I} under {\displaystyle G} such that {\displaystyle I=i} for all sets of values in the field of the coefficients of the system of forms.

## Veröffentlichungen (Auswahl)
- Generalizations in the Theory of Numbers and Theory of Linear Groups. Annals of Mathematics, Vol. 13(2), 1911, S. 36–39.
- Formal Modular Invariants with Application to Binary Modular Covariants.  Transactions of the American Mathematical Society, Providence, RI: American Mathematical Society, 14 (4), 1913, S. 489–500.[3]